# Urzigurumaix
Urzigurumaix o Urzigurumaš va ser rei dels cassites de Khana, un estat format pels antics regnes de Mari i Terqa.
Segons la Llista dels reis de Babilònia, va ser el successor de Kaixtiliaix II amb el qual es desconeix el seu parentiu. El seu regnat va transcórrer probablement a la segona meitat del segle xvii aC. Era el pare d'Agum II. Es creu que els seus successors, Kharbaixikhu i Tiptakzi eren germans seus, que van regnar durant la minoria d'edat d'Agum II.